# Zemský okres Mnichov
Zemský okres Mnichov (německy Landkreis München) je zemský okres v německé spolkové zemi Bavorsko, ve vládním obvodu Horní Bavorsko. Sídlem správy zemského okresu je město Mnichov, které ovšem není jeho součástí. Má přibližně 343 tisíc obyvatel. 

## Města a obce
| Města: 1. Garching bei München 2. Unterschleißheim | Obce: 1. Aschheim 2. Aying 3. Baierbrunn 4. Brunnthal 5. Feldkirchen 6. Gräfelfing 7. Grasbrunn 8. Grünwald 9. Haar 10. Hohenbrunn 11. Höhenkirchen-Siegertsbrunn 12. Ismaning 13. Kirchheim bei München 14. Neubiberg 15. Neuried 16. Oberhaching 17. Oberschleißheim 18. Ottobrunn 19. Planegg 20. Pullach 21. Putzbrunn 22. Sauerlach 23. Schäftlarn 24. Straßlach-Dingharting 25. Taufkirchen 26. Unterföhring 27. Unterhaching |